# Hermann Betschart
Hermann Betschart (* 19. Dezember 1910; † 30. Juni 1950) war ein Schweizer Ruderer, der 1936 zwei olympische Medaillen gewann.

## Werdegang
Hermann Betschart ruderte beim Ruderclub Zürich. 1934 fanden die Europameisterschaften in Luzern statt, der Schweizer Vierer ohne Steuermann mit Hermann Betschart, Max Schuler, Alex Homberger und Karl Schmid belegte den zweiten Platz hinter dem deutschen Boot. 1935 bei den Europameisterschaften in Berlin siegte der Schweizer Vierer mit Hermann Betschart, Hans Homberger, Alex Homberger und Karl Schmid. Im Achter belegte das Schweizer Boot mit dem kompletten Vierer den zweiten Platz hinter den Ungarn.
Am 14. August 1936 wurden auf der Regattastrecke Berlin-Grünau die Endläufe der Ruderentscheidungen bei den Olympischen Spielen 1936 ausgetragen. Um 14.30 Uhr war der Start des Rennens im Vierer mit Steuermann, es siegte das deutsche Boot mit acht Sekunden Vorsprung auf das Schweizer Boot mit Hermann Betschart, Hans und Alex Homberger, Karl Schmid und Steuermann Rolf Spring, das seinerseits neun Sekunden Vorsprung auf die Franzosen auf dem Bronzeplatz hatte. Um 17.00 Uhr startete der Vierer ohne Steuermann, hier siegte das deutsche Europameisterboot von 1934 vor den Briten. Betschart, die Hombergers und Schmid erruderten die Bronzemedaille. Um 18.00 Uhr wurde schliesslich der Final im Achter ausgetragen, den Schweizer Vierer mit Steuermann Rolf Spring ergänzten dabei Oskar Neuenschwander, Rudolf Homberger, Fritz Feldmann und Werner Schweizer. Während alle anderen Crews ausgeruht an den Start gingen, hatten die stärksten Schweizer bereits zwei Rennen absolviert, mit zehn Sekunden Rückstand auf das Siegerboot aus den Vereinigten Staaten belegten die Schweizer den sechsten und letzten Platz.
Bei den Europameisterschaften 1937 in Amsterdam belegten Hermann Betschart, Oskar Neuenschwander, Werner Schweizer und Karl Schmid den zweiten Platz hinter dem neu zusammengestellten deutschen Boot. 1938 in Mailand gewann der Schweizer Vierer in der gleichen Besetzung wie im Vorjahr. Danach fanden bis 1947 wegen des Zweiten Weltkriegs keine Europameisterschaften statt. 1947 waren die Schweizer auf dem Rotsee bei Luzern Gastgeber für die ersten Nachkriegseuropameisterschaften. Im Vierer ohne Steuermann gewannen Hermann Betschart, Ernest Rufli, Gotthard Öhninger und Karl Schmid die Bronzemedaille.